# Cuerpo graso de Ostmann
El cuerpo graso de Ostmann, también conocido como almohadilla de grasa de Ostmann, es un cúmulo de tejido adiposo en forma de fina capa triangular que se halla en la zona circundante de la trompa de Eustaquio. Esta estructura debe su nombre al físico y otólogo alemán Friedrich Wilhelm Paul Ostmann, quien describió su existencia y su utilidad a finales del siglo XIX. Su función principal es la de ayudar al cierre de la trompa de Eustaquio. La reducción del volumen de esta almohadilla grasa puede derivar en enfermedades graves como la Trompa de Eustaquio patulosa.

## Estructura y función
La almohadilla de grasa de Ostmann es en sí una pequeña bolsa de tejido adiposo, la cual tiene una forma triangular y un volumen cónico. Este cuerpo graso se encuentra en la zona lateral de la parte cartilaginosa de la trompa de Eustaquio, junto a la válvula mucosa de ambas trompas, siendo su función principal la de ayudar a dichas válvulas a cerrarse de manera eficaz y completa tras sus procesos de abertura, evitando de este modo la entrada de aire, sonidos, fluidos y gérmenes hacia el interior del oído medio.

## Relevancia en la trompa de Eustaquio patulosa
La reducción del tamaño de la almohadilla de grasa de Ostmann está considerada como una de las posibles causas de la trompa de Eustaquio patulosa, la cual es una enfermedad grave que provoca severos síntomas. Cuando esta pequeña bolsa de tejido adiposo pierde volumen, no ejerce suficiente presión junto con los demás tejidos y músculos peritubáricos sobre la válvula de la trompa de Eustaquio y esta no vuelve a cerrarse correctamente después de sus breves procesos de abertura, lo cual genera diversos y graves síntomas, además de severas complicaciones.